# 羅靈梅多斯 (伊利諾伊州)
羅靈梅多斯（英語：Rolling Meadows）是一個位於美國伊利諾伊州庫克縣的城市。

## 地理
羅靈梅多斯的座標為42°04′34″N 87°01′33″W / 42.07611°N 87.02583°W，而該地的平均海拔高度為219米（即718英尺）。

## 人口
根據2010年美國人口普查的數據，羅靈梅多斯的面積為14.60平方千米，當中陸地面積為14.58平方千米，而水域面積為0.02平方千米。當地共有人口24099人，而人口密度為每平方千米1,650.62人。

## 友好城市
- 法國 埃南-博蒙